# Формация Доушаньто
Формация Доушаньто (кит. упр. 陡山沱, пиньинь Dǒu shān tuó) — формация эдиакарского периода в провинции Гуйчжоу, Китай. Интересна своеобразными остатками организмов, отличными от остатков вендобионтов и имеющими общие черты с организмами фанерозоя. Эти окаменелости были обнаружены в 1998 году. Приблизительная хронология формации Доушаньто — от 590 млн лет до н. э. до 565 млн лет до н. э[уточнить].
Предыдущий геологический слой — формация Ляньто — не содержит ископаемых остатков. Ниже расположен слой, относящийся к оледенению Земли примерно 610—590 млн лет до н. э.
Все ископаемые остатки формации Доушаньто — морские обитатели микроскопических размеров, хорошо сохранившиеся — возможно изучение их структуры на клеточном уровне. Для многих из остатков характерна двусторонняя симметрия, что отличает их от эдиакарских организмов, для которых была характерна симметрия скользящего отражения и отсутствие существенных различий между «детскими» и «взрослыми» формами. В 2005 году было объявлено об обнаружении микроскопического организма Vernanimalcula (лат. «весеннее маленькое животное»), возможно, наиболее древнего организма с двусторонней симметрией. К какой возрастной стадии относятся эти остатки, неясно.
Среди обнаруженных остатков — водоросли, многоклеточные таллофиты, акритархи и цианобактерии, взрослые губки и иглокожие. Некоторые обнаруженные формы, возможно, являются эмбрионами, скорее всего губок или иглокожих. Однако в 2007 г. было опубликовано исследование Бэйли и др. (Baily, et al., 2007) с предположением, что предполагаемые эмбрионы, возможно, представляли собой гигантские сернистые бактерии, как тиомаргарита — настолько крупные, что их можно видеть невооружённым глазом. Позднее в том же 2007 г. вышла статья, где подтверждается принадлежность эмбрионов животным. Выяснилось, что они были окружены оболочками, характерными для покоящихся яиц многоклеточных, которые ранее находили отдельно от эмбрионов и относили к группе акритарх.